# آلفونزو الثالث عشر (محطة مترو أنفاق مدريد)
آلفونزو الثالث عشر (بالإسبانية: Alfonso XIII)‏ هي محطة مترو أنفاق في مدريد في إسبانيا، تقع على الخط رقم 4.